# Lysimaque des bois
Lysimachia nemorum
Espèce
Classification APG II (2003)
La Lysimaque des bois (Lysimachia nemorum) est une espèce de plantes à fleurs de la famille des Primulacées selon la classification classique et la classification phylogénétique APG III (2009) (ou de la famille des Myrsinacées selon la classification phylogénétique APG (1998) et la classification phylogénétique APG II (2003)).

## Description
C'est une petite plante herbacée rampante, à feuilles opposées, à fleurs jaunes.

### Caractéristiques
Organes reproducteurs
- Couleur dominante des fleurs : jaune
- Période de floraison : juin-septembre
- Inflorescence : racème simple
- Sexualité : hermaphrodite
- Ordre de maturation : homogame
- Pollinisation : entomogame, autogame

Graine
- Fruit : capsule
- Dissémination : hydrochore

Habitat et répartition
- Habitat type : sources acidophiles, sciaphiles
- Aire de répartition : méditerranéen(eury)-atlantique(eury)

Données d'après : Julve, Ph., 1998 ff. - Baseflor. Index botanique, écologique et chorologique de la flore de France. Version : 23 avril 2004.